# Graninge landskommun
Graninge landskommun var en tidigare kommun i Västernorrlands län. 

## Administrativ historik
Graninge landskommun inrättades den 1 januari 1863 i Graninge socken i Sollefteå tingslag i Ångermanland  när 1862 års kommunalförordningar trädde i kraft.
Den upphörde vid kommunreformen 1952, då den gick upp i Långsele landskommun. Sedan 1971 tillhör området Sollefteå kommun.

## Kommunvapen
Graninge landskommun förde inte något vapen.

## Politik

### Mandatfördelning i valen 1938-1946
| 3 | 15 | 2 |

| 20 |

| 3 | 14 | 3 |

| 19 |

| 5 | 12 | 3 |

| 19 |